# Santa Costanza-bazilika
Santa Costanza katolikus templom Rómában, a óvárosból észak felé kivezető Via Nomentanán. Kr.u. 330-ban épült Nagy Konstantin idejében. Eredetileg mauzóleumnak szánta lánya, Constanzia (gyakran Constantinaként említik) és Constantina anyja, Helena számára. Mivel Constantiát szentként tiszteleték, a sírkápolnát később átalakították keresztelőkápolnává (baptisztériummá), majd templommá, melynek olasz neve Santa Costanza lett.

## Az épület
A rotundát kívülről sokáig gyűrű formájú oszlopsor vette körül (portikusz), amelynek csak esztétikai funkciója volt, és később ugyanúgy lerombolták, mint a bejárati csarnokot (Narthex). A még ma is meglevő épületrészek eredetiek, de részben már erősen restauráltak.
A belső, központi termet dongaboltozatos körfolyosó veszi körbe, amelyet 12 zöld és vörös gránitból készült dupla-oszlopból álló árkád határol. Az oszlopok régi római épületekből lettek zsákmányolva. A belső terem felé néző oszlopfők általában szebben meg vannak munkálva mint a folyosó felé nézők. A 12 pár oszlop ugyanúgy utalás a 12 apostolra, mint az azonos számú ablak.
- Kupolabelső
- Az oltár

A központi termet felül egy 11,5 méter széles téglabordázatú szilárdítással ellátott betonkupola zárja, dobbal, azaz a kupola alaprajzát követő faltesttel. Kívülről ezt téglatető fedi és védi így az időjárás behatásaitól.
A központi termet márvánnyal burkolták, a kupola római hagyomány szerint mozaikokkal volt kidíszítve, ezek azonban szinte teljesen megsemmisültek. A körfolyosó mozaikdíszítése azonban megmaradt, és a korai keresztény művészet legfontosabb dokumentumai közé tartozik. Geometrikus keretben - egészen a pogány hagyományt követve - virágokat, különböző növényeket és madarakat ábrázolnak. Keresztény szimbólumokat alig találunk.
A külső fal belső oldalát fülkék tagolják, amelyek a templom mindkét főtengelye mentén kápolnákká bővülnek. Az így kialakított bővítéssel kiemelik a keresztformát - nyilván nem véletlenül.
Az 1620-as barokkosítás után a templomot 1938/1939-ben restaurálták, és a 4. századi állapotot állították vissza. A mai együtteshez a katakomba és a bazilikai romjai mellett a 7. századi Sant′Agnese le mura bazilika is tartozik